# Direcția 5

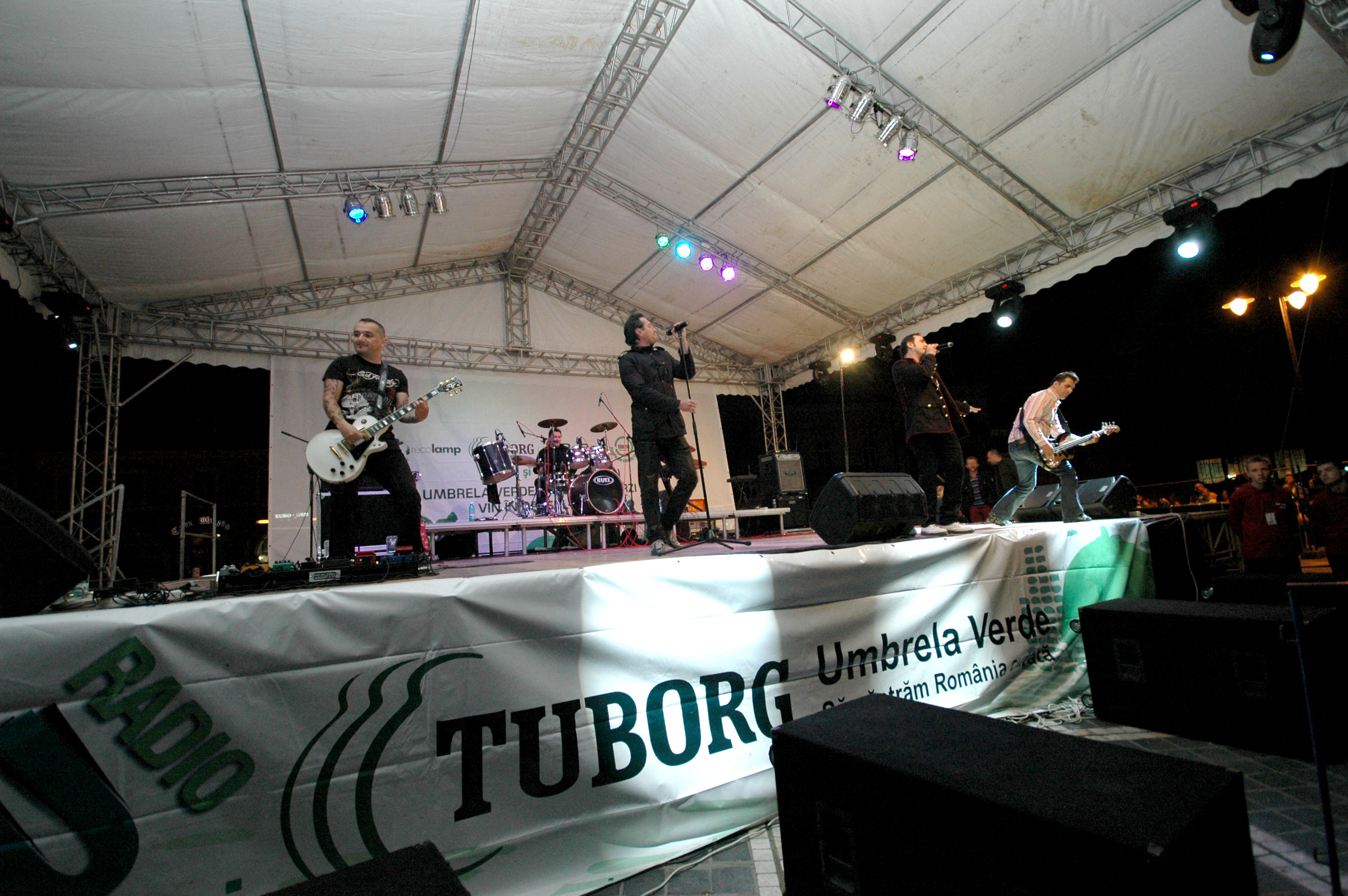
Direcția 5 în concert pe 13 iunie 2009

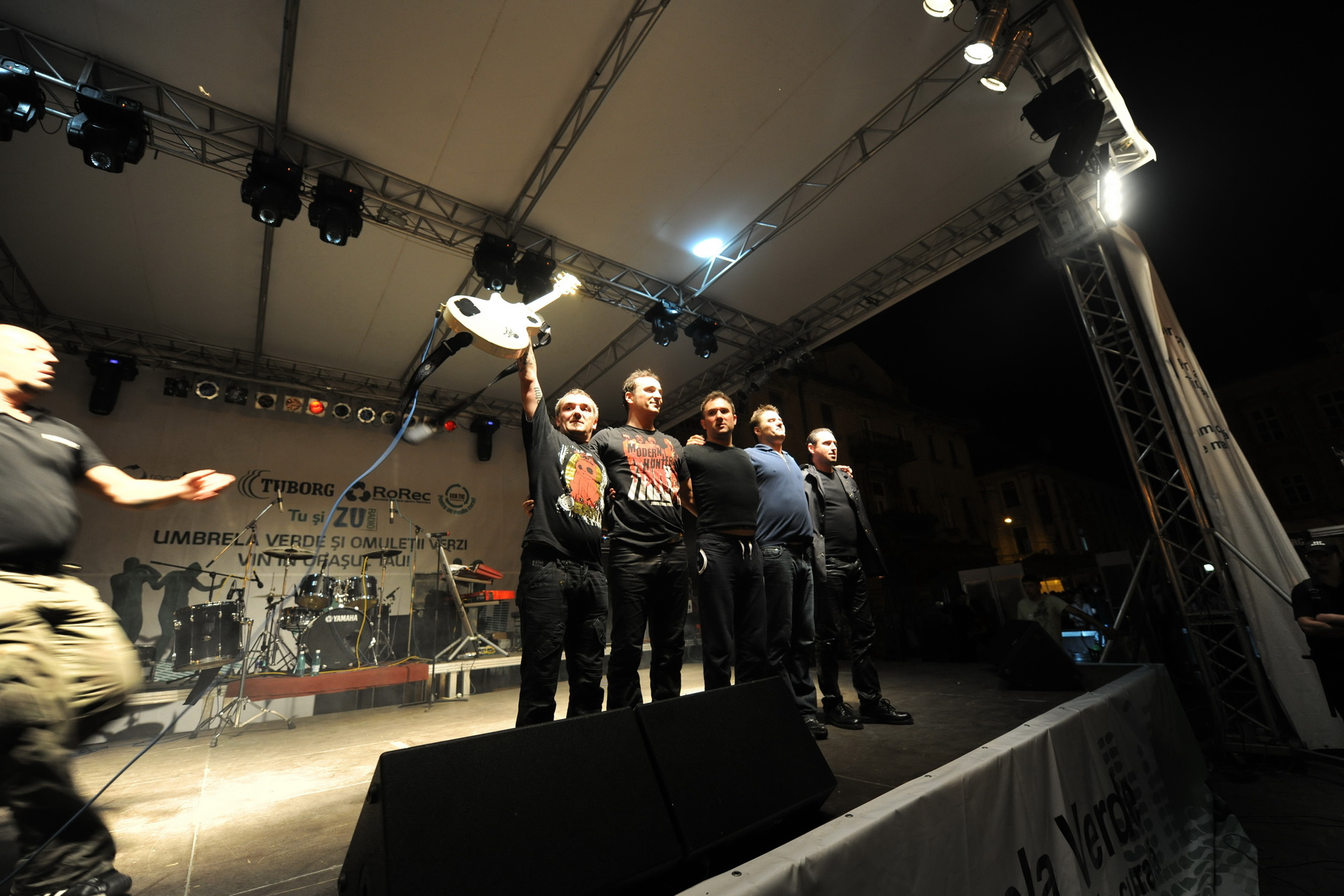
Direcția 5 în concert la Timișoara.

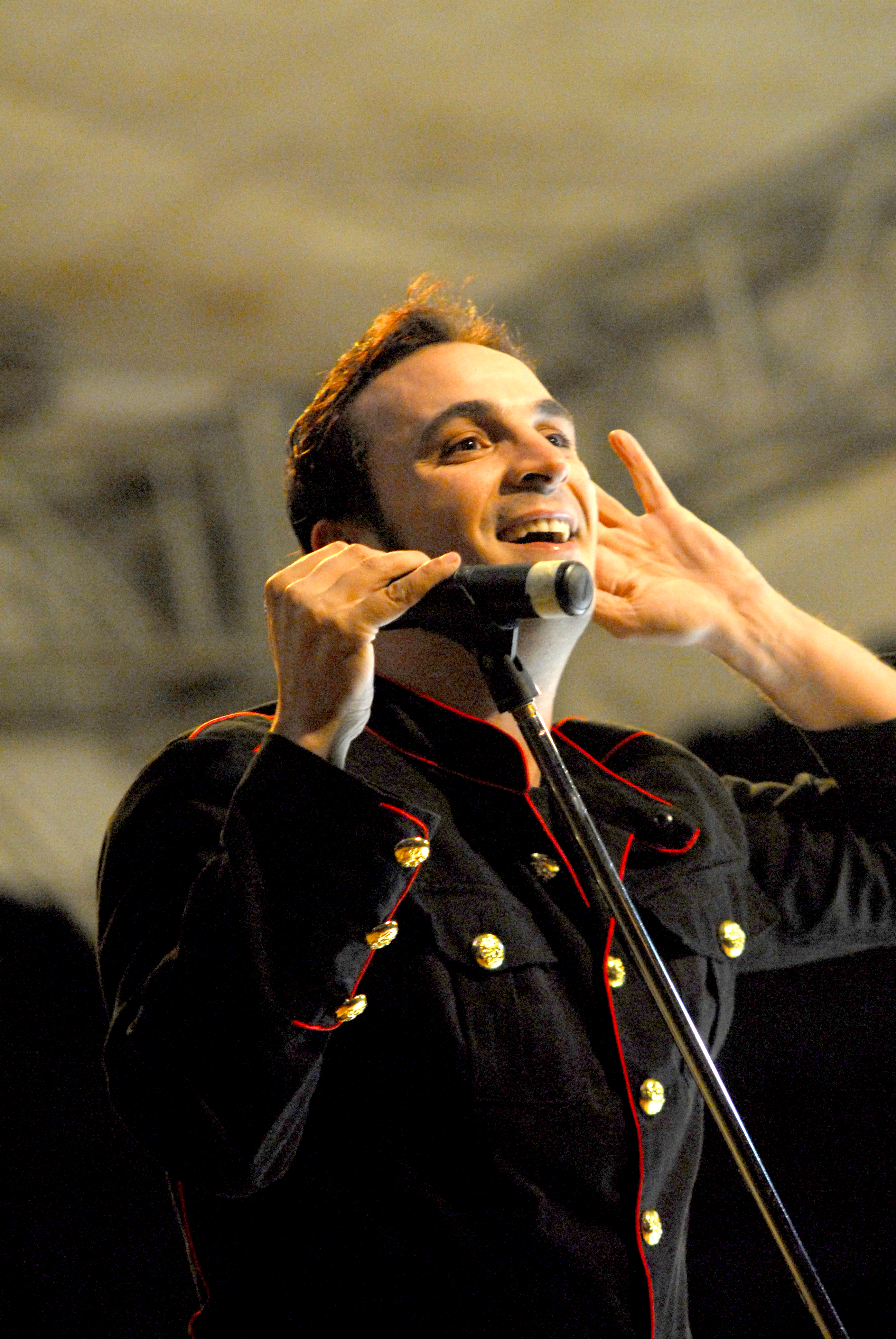
Cristi Enache

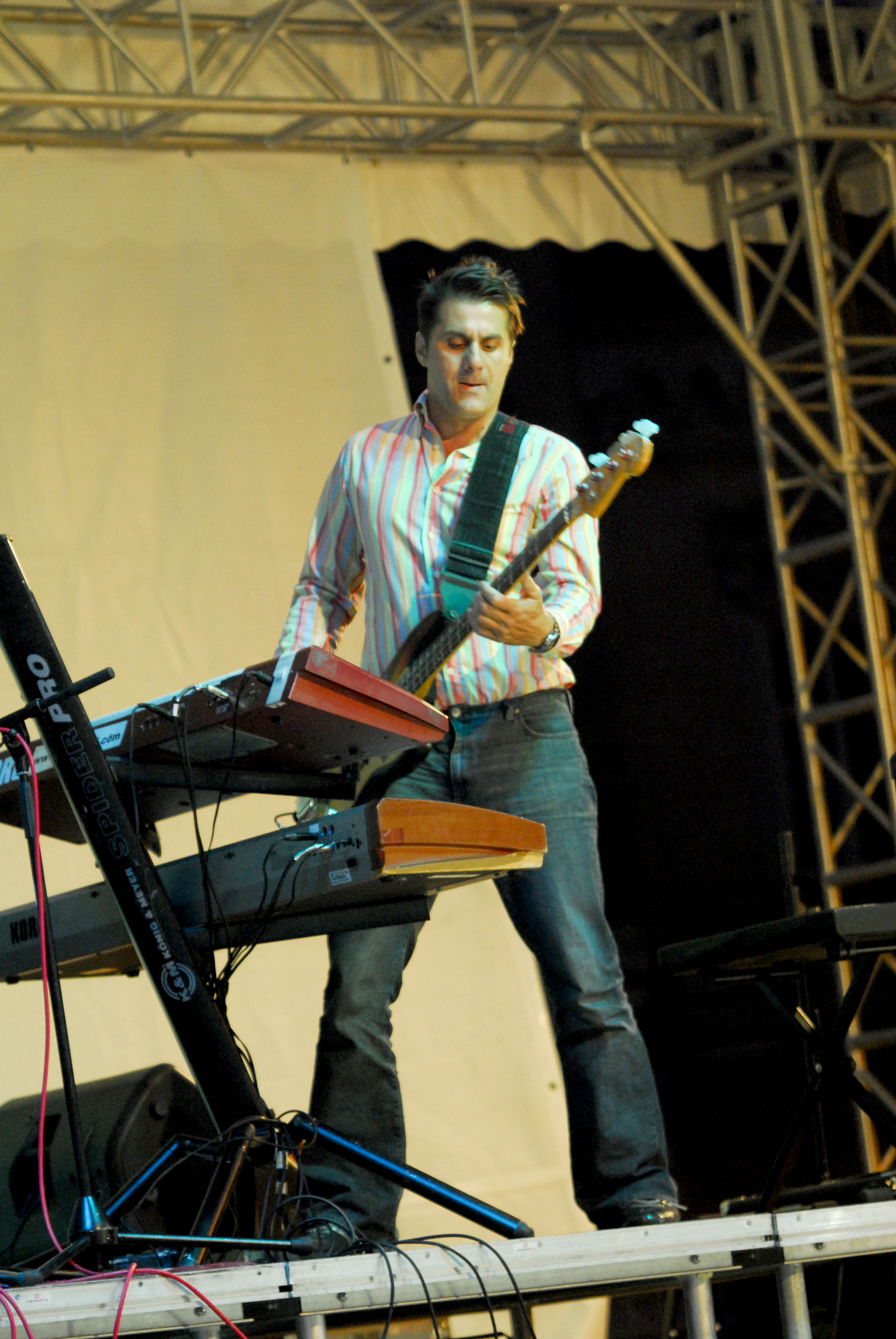
Marian Ionescu

Direcția 5 este o trupă din România care a luat ființă în anul 1991.
Trupa a fost formată în 1991 de Marian Ionescu (chitară bas, pian, compozitor), Dragoș Bădoi (voce), Cătălin Onoiu (clape), Florin Ionescu (baterie, voce), Răzvan Mirică (chitară, voce), Vlaicu Giurgea (chitară). 
La scurt timp după înființare, apare albumul de debut intitulat "La vulturul de mare cu peștele în ghiare".
În 1992, vocalistul Dragoș Bădoi este înlocuit pentru scurt timp de Cristian Roman (în prezent liderul trupei The Teachers Orchestra), urmat apoi de Toni Șeicărescu (actual Krypton), cu care lansează discul "Seducție". Albumul de șapte piese este extraordinar de bine primit de către public piese ca Seducție, Bogdan Barosanu, Texaco, Street fighting boys, Scufița roșie, Vrăjitoarea, devenind hituri. În acest timp trupa strângea la concertele sale tot mai mulți fani. La finele anului 1993, mai precis pe data de 17 decembrie, Orchestra Direcția 5 cântă pe scena teatrului Ion Creangă într-un spectacol inedit pentru acele vremuri: backing vocals, interpretarea piesei IN DI ANKA la sitar, prezentă pe aceeiași piesă a lui Andre Ateka. Concertul s-a desfășurat cu casa închisă. Materialul audio a fost folosit de formație ulterior pentru editarea unui material LIVE intitulat IN DI ANKA live. 
În 1994, se lansează albumul "Pantofi de lac" și ulterior, ei colaborează în paralel cu Loredana Groza pentru discul "Atitudine". Lansarea albumului a avut loc în data de 8 aprilie 1994 la mazinul Muzica din București în prezența unui public numeros care la un moment dat a blocat traficul pe Calea Victoriei. În luna mai, cu sprijinul și bunăvoința postului de radio Contact și în special al Mariei Popescu, actuala soție a lui Iulian Vrabete de la Holograf, se pun bazele primului fan club oficial al unui artist sau al unei trupe din România. Întâlnirile membrilor aveau loc în fiecare sâmbătă în Parcul Herăstrău, la intrarea dinspre Arcul de Triumf.  
În 1995, chitaristul Vlaicu Giurgea părăsește trupa, ca și Toni Șeicărescu, acesta din urma fiind înlocuit de Gabi Nicolau (Krypton). Trupa concertează la festivalul Cerbul de Aur în luna septembrie.
În 1996, apare o sciziune în trupă, Marian Ionescu fiind acuzat de Răzvan Mirică, Florin Ionescu și Cătălin Onoiu că urmărește doar interesele personale, aceștia considerându-se adevărata Direcție 5. Se pare că Loredana Groza a fost aceea care a făcut să se spargă trupa. Astfel, un an au activat 2 trupe cu numele de Direcția 5:
Direcția V, cu: Florin Ionescu (baterie, voce), Răzvan Mirică (chitară solo, voce, compozitor), Cătălin Onoiu (clape), Mircea Preda "Burete" (chitară bas) și Răzvan Fodor (solist vocal). În anul 1997, în componența de mai sus se lansează albumul intitulat Der Genius. Albumul conține 9 piese în limba engleză compuse de Răzvan Mirică și Florin Ionescu. Acesta este primul album editat de o formație rock din România în colaborare cu o filarmonică (George Enescu) precum și în colaborare cu cvartet de coarde.
Sătui de confuzia iscată de cele două formații cu denumire identică, Florin Ionescu (baterie, voce), Răzvan Mirică (chitară solo, voce, compozitor), Bobby Stoica (clape) - actual Voltaj, Mircea Preda "Burete" (chitară bas) și Toni Șeicărescu (voce) - revenit după mai mulți ani din Olanda, încearcă lansarea unui nou proiect intitulat Noua Romă. Din nefericire proiectul nu se va materializa niciodată în forma unui album. Totuși într-o emisiune televizată a postului public de televiziune, trupa cântă două piese promițătoare: Strada mea și Liber.
Loredana & Direcția 5: Marian Ionescu (chitară bas, keyboards, compozitor), Nicu Damalan (chitară solo, ex-Esperando, Krypton), Emanuel "Fisa" Gheorghe (clape, ex-Roșu și Negru, Voltaj '88, ulterior Feedback, Camioane-n mulțime) și Marius Keseri (baterie, ex-Quartz, Voltaj, Vali Sterian & Compania de sunet, Metrock, Voltaj '88)
Anii trec, Direcția V se desparte și în 1998 rămâne Direcția 5 cu Marian Ionescu, Nicu Damalan, Marius Keseri și Cristi Enache. În această formulă, vor scoate în 1999 discul "Superstar". 
Directia 5 a continuat scoțând albumul Love, Peace & Harmony in 2016. Albumul a fost lansat la Colibița în data de 9 septembrie 2016. După această faimoasă lansare, au început colaborarea cu ,,Alinka'' Alina Crișan. Primul concert cu Alina a fost la Dej într-un club. Atunci Tony Șeicărescu s-a luat la bătaie cu membrii trupei. Deși era cel mai vechi, a fost exclus din trupă, fiind înlocuit cu Alina Crișan. Ultimul concert a fost la Colibița în 9 septembrie 2017, la Fisherman.

## Discografie
- 1992 - La vulturul de mare cu peștele în ghiare
- 1993 - Seducție
- 1994 - Pantofi de lac
- 1994 - In di Anka - Live (album din concert, reeditat în 1997)
- 1996 - Der Genious (Direcția V)
- 1999 - Altul mai bun (vreau o schimbare) (maxi-single)
- 1999 - Superstar - Muzica de dans pentru doamne și domnișoare (reeditat în 2001)
- 2000 - Cântece noi cu Direcția 5
- 2001 - Ești stilul meu (maxi-single)
- 2001 - Octombrie
- 2001 - Live Teatrul Național București (album din concert)
- 2002 - Duete
- 2002 - De 10 ani - Vol. 1 (compilație)
- 2002 - De 10 ani - Vol. 2 (compilație)
- 2003 - Promisiuni (reeditat în 2004)
- 2005 - O zi de primăvară
- 2005 - Cu nimeni nu te-aș înlocui (DVD)
- 2006 - Satisfacție - Live (album din concert)
- 2006 - Satisfacție - Live (DVD)
- 2006 - Ambiental
- 2007 - Impresii personale
- 2008 - Ambiental cosmic
- 2008 - Aniversare
- 2009 - Emoție
- 2009 - Live în studio
- 2009 - Best of
- 2010 - Declarație de dragoste
- 2010 - Romantic
- 2011 - Clasic
- 2011 - Clasic de lux
- 2011 - Forever
- 2011 - Beautiful Jazz Duets
- 2012 - Electric Love Story
- 2013 - Zâmbetul face minuni
- 2014 - Rock'n'Roll Baby
- 2015 - Te iubesc
- 2016 - Love, Peace & Harmony
- 2017 - Happy Day
- 2018 - Muzică, flori și poezie
- 2020 - Lumea noastră
- 2021 - Sensitive (Ambiental Love Songs) (feat. Flavius Teodosiu)
- 2022 - Minimal